# 罗杰斯山
罗杰斯山（英語：Mount Rogers）是美国弗吉尼亚州的最高点，峰顶海拔5,729英尺（1,746）。该峰横跨弗吉尼亚州格雷森縣、史密斯縣的县界，位于特劳特维尔西西南方向6.45英里（10.38）处。大部分山脉都位于刘易斯福克荒野地区，同时整个罗杰斯山也是罗杰斯山国家休闲区的一部分，后者位于乔治·华盛顿和杰斐逊国家森林之中。